# みずほインベスターズ証券
みずほインベスターズ証券株式会社（みずほインベスターズしょうけん、英文名称: Mizuho Investors Securities Co., Ltd. ）は、かつて存在した準大手証券会社の一つ。みずほフィナンシャルグループ傘下のみずほ銀行の完全子会社。旧・勧角証券（日本勧業角丸証券）。

## 概要
みずほフィナンシャルグループ傘下（元は第一勧業銀行〈旧日本勧業銀行〉系列）であり、近年では、みずほ銀行との共同店舗「プラネットブース」の展開を開始し、銀証連携サービスを進めるなど、営業体制の見直しが図られてきた。また、同行の子会社としてグローバル・リテールグループの証券部門を担うと標榜してきたが、2004年（平成16年）には法人業務を再開した。
2011年（平成23年）9月1日、株式交換によりみずほ銀行の完全子会社となり、2013年の1月4日付で、みずほ証券に吸収合併された。
みずほFG間の共通の人事プラットフォームからの対象外であり、独自の人事制度を維持していた。そのため、採用活動も同グループ共同新卒採用ではなく独自の採用活動を行っていた。

## 沿革
主な出典:
- 1878年（明治11年）5月 - 今村商店（今井商店を経て、後の角丸証券）として創業。
- 1922年（大正11年）12月 - 日本勧業信託（1905年に日本勧業銀行月報社として創業）から有価証券業務部門を分離する形で日本勧業証券株式会社を設立[6]。
- 1949年（昭和24年）12月 - 証券取引法に基づく証券業者として登録、株式委託売買業務を開始。
- 1967年（昭和43年）10月 - 角丸証券と合併し、日本勧業角丸証券株式会社に商号変更。
- 1969年（昭和44年）4月 - 改正証券取引法による総合証券会社としての免許を取得。
- 1973年（昭和48年）5月 - 東京証券取引所・大阪証券取引所市場第2部に上場。
- 1975年（昭和50年）11月 - 東京証券取引所・大阪証券取引所市場第1部に昇格。
- 1984年（昭和59年）12月 - 本店を東京都千代田区丸の内（丸の内センタービル）に移転。
- 1988年（昭和63年）10月 - 勧業角丸ビジネスサービス（後のみずほインベスターズビジネスサービス、2013年にみずほ証券ビジネスサービスと合併[7]）設立。
- 1989年（平成元年）3月 - 名古屋証券取引所市場第1部に上場。
- 1990年（平成2年）10月 - 勧角証券株式会社に商号変更。
- 1994年（平成6年）10月 - 本店を中央区日本橋茅場町（澁澤シティプレイス）に移転。
- 1998年（平成10年）11月 - コンプライアンス委員会を設置。
- 1999年（平成11年）
  - 7月 - インターネットによる証券取引を開始。
  - 10月 - 第一勧業銀行の子会社となる。
- 2000年（平成12年）
  - 2月 - 富士銀行などが大株主に加わる。
  - 10月 - みずほインベスターズ証券株式会社に商号変更。公共証券と合併（合併比率は勧角証券1に対して公共証券0.9）[8]。
- 2001年（平成13年）
  - 4月 - 大東証券と合併。
  - 11月 - コールセンターを開設。
- 2002年（平成14年）6月 - 執行役員制度を導入。
- 2003年（平成15年）
  - 3月 - グループ機構改革に伴い、みずほ銀行の連結子会社となる。
  - 7月 - 業界初の銀行内相談窓口プラネットブース内幸町（みずほ銀行本店内）を開設。
- 2004年（平成16年） - 株式公開引受業務等の法人業務を再開。
  - 12月 - 証券仲介業を株式会社みずほ銀行と開始。
- 2005年（平成17年）4月 - みずほフィナンシャルグループの経営計画“Channel to Discovery” Planで「グローバル・リテールグループ」の中核証券会社に位置づけられる。
- 2006年（平成18年） - 配当を復活。
  - 5月 - インターネット取引手数料大幅値下げ。
  - 7月 - 一任勘定取引認可、みずほインベスターズSMA（愛称・みずほエグゼクティブポート）・ラップ口座取扱い開始。
- 2007年（平成19年）
  - 2月 - プラネットブース100ヵ店達成。
  - 4月 - ラジオCMを再開（文化放送・土曜早朝の健康番組、プロ野球中継を提供）。
  - 7月 - テレビCMを再開（TBS系・日曜7:30〜8:00『がっちりマンデー!!』、土曜『ズームインサタデー』提供）。
  - 7月9日 - 仙台支店が仙台ファーストタワー高層棟5Fに移転。
  - 7月17日 - 東北では初のプラネットブースとなる、プラネットブース仙台を仙台ファーストタワー高層棟4Fに開設。
  - 10月 - 小金井支店、吉祥寺支店を統合し、三鷹支店開設。
  - 10月1日 - 新規出店店舗　大宮支店開設。
- 2009年（平成21年）9月24日 - 本店を中央区日本橋蛎殻町（澁澤シティプレイス蛎殻町）に移転。
- 2011年（平成23年）
  - 8月29日 - みずほ銀行の完全子会社化に伴い、上場廃止。
  - 9月1日 - みずほ銀行との間で、みずほFGの株式を交付する形の株式交換（三角株式交換方式）により、同行の完全子会社となる。
- 2013年（平成25年）1月4日 - みずほ証券に吸収合併され、解散。本社・本店は、みずほ証券の日本橋本店営業第一部（後の本店営業第二部）・日本橋本店営業第二部（後の兜町支店）に改組される。